# Chiesa di San Rocco (Trento)
La chiesa di San Rocco è una chiesa sussidiaria a Gabbiolo, frazione di Trento. Risale al XVI secolo e fa parte della zona pastorale di Trento. Si trova in via Gabbiolo, al bivio con via ai Casoti di Povo e via alla Cros.

## Storia

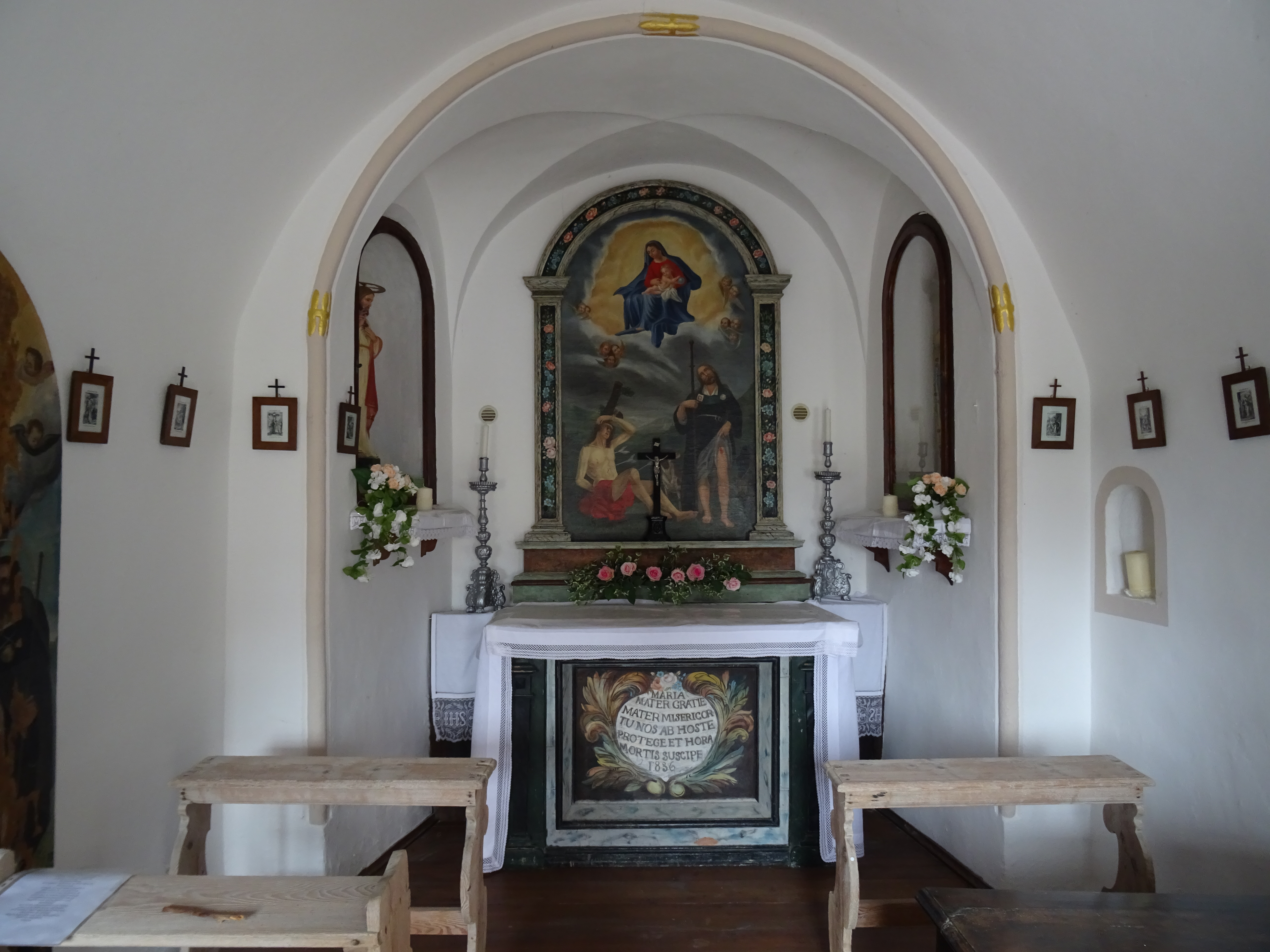
Interno

La prima menzione della chiesa, che venne probabilmente eretta dopo l'epidemia di peste che colpì il Trentino nel 1523-25, risale al 1579, data di una visita pastorale di Lodovico Madruzzo; in quell'occasione venne trovata "in condizioni pietose", strutturalmente instabile, con il tetto sfondato e adoperata da riparo anche dagli animali. Fu poi rimaneggiata nel 1836, anno che è inciso sulla soglia, sul gradino più alto della scalinata che porta ai piedi del portale di ingresso. È stata ulteriormente restaurata nel 1882,, e poi di nuovo negli anni 1980.

## Descrizione

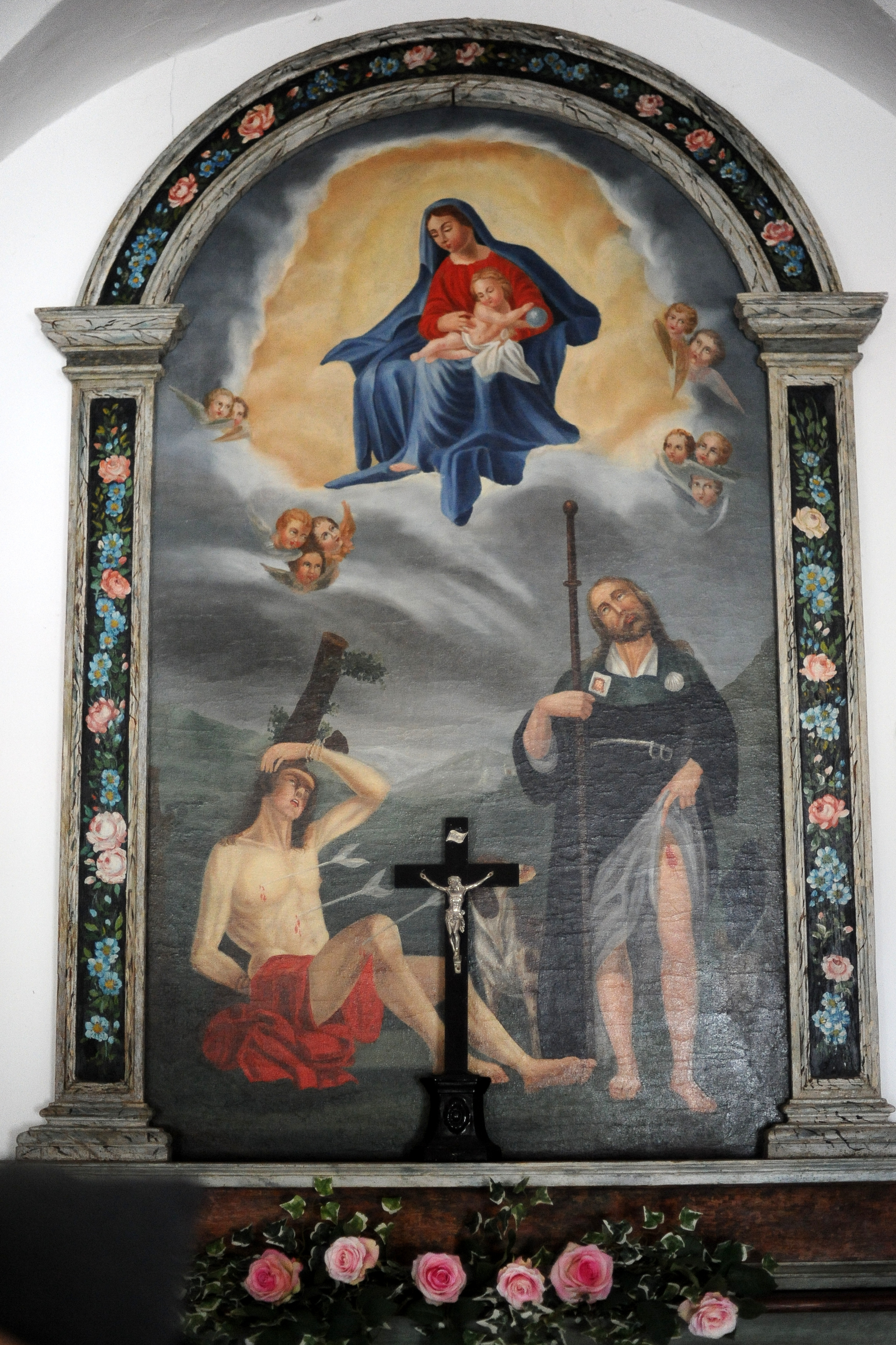
Madonna con Gesù Bambino in gloria e santi

La chiesetta, orientata a est, presenta una pianta rettangolare ad asse maggiore longitudinale. Il tetto a due falde è coperto da tegole in laterizio, ed è dotato di campanile a vela. Sulla facciata a due spioventi si apre un portale architravato posto su una doppia scalinata; ai suoi lati vi sono due finestrelle quadrate, ed è sovrastato da un'apertura quadrilobata. 
L'interno è pavimentato con quadrotte di pietra calcarea bianca e rossa, disposte in corsi diagonali, e le rifiniture delle pareti sono a intonaco. È presente un'unica navata voltata a botte; il presbiterio, preceduto da un arco santo, è rialzato su una pedana in legno ed è coperto da volta a crociera. L'altare maggiore ospita una pala raffigurante la Madonna con Bambino e i santi Sebastiano e Rocco, di ambito trentino, realizzata nel 1836.